# كشف التنصت العالمي
تكشف تقارير إخبارية تنشرها وسائل الإعلام العالمية عن التفاصيل العملياتية لأعمال وكالة الأمن القومي الأمريكية وشركائها الدوليين في التنصت العالمي، تجري عمليات التنصت هذه على المواطنين الأجانب والمواطنين الأمريكيين. مصدر هذه التقارير في معظمها هو الكم الهائل من الوثائق عالية السرية التي سربها إدوارد سنودن، المتعاقد السابق مع وكالة الأمن القومي الأمريكية، الذي حصل على هذه الوثائق أثناء عمله في شركة بوز ألن هملتون، وهي أحد أكبر متعاقدي الدفاع والاستخبارات في الولايات المتحدة. بالإضافة إلى العدد الكبير من الوثائق التي تعود لحكومة الولايات المتحدة، تتضمن تسريبات سنودن الآلاف من الوثائق للاستخبارات الأسترالية والبريطانية والكندية، حصل سنودن على هذه الوثائق عبر شبكة العيون الخمسة الخاصة. في يونيو 2013، نُشرت أول وثائق سنودن بواسطة الواشنطن بوست والجارديان، جاذبة اهتمامًا ملحوظًا من الرأي العام. استمر نشر الوثائق السرية خلال 2013، ونُشر جزء صغير من الوثائق، المقدر عددها بنحو 1.7 مليون وثيقة، بواسطة وسائل إعلامية مختلفة على مستوى العالم، من أهمها نيو يورك تايمز ودير شبيجل (ألمانيا) وأو جلوبو (البرازيل) ولو موند (فرنسا) وإل إسبريسو (إيطاليا) وإل بايس (إسبانيا).
كشفت التقارير الإعلامية عن تأثيرات عدد من الاتفاقات السرية التي وقعها أعضاء الاتفاق المخابراتي الأمريكي البريطاني ضمن جهودهم لتطبيق التنصت العالمي. مثلًا، كشفت دير شبيجل أن هيئة الاستخبارات الاتحادية الألمانية تنقل "كميات ضخمة من البيانات المعترضة لوكالة الأمن القومي"، فيما كشف التلفزيون السويدي عن أن مؤسسة الراديو للدفاع الوطني قدمت لوكالة الأمن القومي بيانات تحصلت عليها من التنصت على الكوابل، وذلك في إطار اتفاقية سرية موقعة في 1954 للتعاون الثنائي في مجال الاستخبارات.